# La Mélancolie (Charpentier)
Pour les articles homonymes, voir La Mélancolie.
La Mélancolie est un tableau réalisé en 1801 par la peintre française Constance-Marie Charpentier, conservé au Musée de Picardie, à Amiens.

## Historique
Ce tableau marque une rupture dans la création des femmes peintres. Constance-Marie Charpentier pour la première fois a osé représenter un sujet complexe. Jusque là, les femmes peintres étaient cantonnées à représenter des natures mortes, des portraits ou des scènes de genres et non des abstractions.
Exposée au Salon de 1801, où elle remporte un prix et est saluée par la critique. La toile est acquise par l’État « à titre d’encouragement ».

## Caractéristiques
Cette huile sur toile est une allégorie de la mélancolie qui la représente comme une femme vêtue à l'antique assise dans un bois sombre, accablée, prostrée, le regard fixe. Cette attitude est semblable aux représentations classiques de la mélancolie, thématique artistique en vogue depuis une cinquantaine d'années en Angleterre. Cette thématique connaît un fort engouement en France à cette époque.
La toile associe le néo-classicisme du personnage représenté et le romantisme naissant figuré par le paysage associant l'homme et la nature d'une part et l'exploration des sentiments humains d'autre part.